# 60 Herculis
Désignations
60 Herculis (en abrégé 60 Her) est une étoile de la constellation boréale d'Hercule, qui est située à sept degrés de Rasalgethi (Alpha Herculis). Elle est visible à l'œil nu avec une magnitude apparente de 4,87.

## Environnement stellaire
60 Herculis présente une parallaxe annuelle de 23,68 ± 0,11 mas mesurée par le satellite Gaia, ce qui indique qu'elle est distante de 42,22 ± 0,20 pc (∼138 al) de la Terre. Elle s'en rapproche à une vitesse radiale héliocentrique de −4 km/s.
L'étoile possède un compagnon de onzième magnitude recensé dans les catalogues d'étoiles doubles en multiples. En 2015, il était situé à une distance angulaire de 60,9 secondes d'arc et à un angle de position de 307° de 60 Herculis. Cette étoile est un compagnon purement optique.

## Propriétés
60 Herculis est classée comme une étoile blanche de la séquence principale de type spectral A3V par Abt et Morrell (1995). Cependant, des études précédentes l'avaient classée comme une sous-géante blanche de type spectral A4IV, suggérant qu'elle serait un peu plus évoluée. Les modèles d'évolution stellaire montrent qu'elle n'est pas encore à la moitié de sa vie sur la séquence principale. L'étoile tourne sur elle-même à une vitesse de rotation projetée de 117 km/s, ce qui créée un bourrelet équatorial qui est 5 % plus grand que son rayon polaire. L'étoile est estimée être âgée de 327 millions d'années et elle est 1,9 fois plus massive que le Soleil. Elle est environ 17 fois plus lumineuse que le Soleil et sa température de surface est de 8 299 K.